# Ateuchus histeroides
Ateuchus histeroides là một loài bọ cánh cứng trong họ Bọ hung (Scarabaeidae).